# Сагарадзе, Гурам Георгиевич
Гура́м Гео́ргиевич Сагара́дзе (груз. გურამ გიორგის ძე საღარაძე; 12 января 1929, Тбилиси — 17 января 2013, там же) — советский и грузинский актёр театра и кино, чтец, народный артист Грузинской ССР (1973).

## Биография
Родился в актёрской семье. Его отец Георгий Сагарадзе был знаменитым грузинским артистом. В 1951 году закончил Тбилисский театральный институт им. Ш. Руставели и в том же году стал артистом Грузинского театра имени Шота Руставели, где играл всю жизнь. Сыграл более чем в 100 спектаклях.
В кино дебютировал в 1956 году в историческом кинофильме Лео Эсакии «Баши-Ачуки», где сыграл Пеикара Мирзу. Наиболее известны его роли в фильмах «Мамлюк» и «Берега» (по роману Чабуа Амирэджиби «Дата Туташхия»). Выступал как мастер художественного слова.
Умер 17 января 2013 года у себя дома в Тбилиси во сне от остановки сердца. Это произошло после   возвращения с похорон своего друга грузинского режиссёра Театра имени Марджанишвили Реваза Мирцхулавы. Похоронен в Дидубийском пантеоне.

### Семья
- Отец — актёр Георгий Сагарадзе (1906—1986), народный артист Грузинской ССР.
- Жена — балерина Ирина Григорьевна Кебадзе (брак распался, с 1965 года до самой её смерти в 2021 году — жена Вахтанга Кикабидзе).
- Дочь — Марина Сагарадзе (род. 1956), актриса Тбилисского академического театра имени Шота Руставели.
- Внук — Георгий Арешидзе (род. 1979)

## Награды
- Орден Чести (1998).
- Орден Трудового Красного Знамени.
- Медаль «За трудовое отличие» (1958)[5].
- Народный артист Грузинской ССР (1973).
- Лауреат Государственной премии Грузинской ССР имени Шота Руставели
- Лауреат Государственной премии СССР
- Почётный гражданин Тбилиси (2001).
- 13 ноября 2006 года перед театром Руставели в Тбилиси была открыта звезда Гурама Сагарадзе[6].

## Память
- Мемориальная доска в Тбилиси (сад Государственного музея театра, музыки, кино и хореографии).

## Творчество

### Работы в театре
- «Сон в летнюю ночь» (У. Шекспир) — Тезей
- «Юлий Цезарь» (У. Шекспир) — Юлий Цезарь
- «Кавказский меловой круг»
- «Король Лир» (У. Шекспир) — шут

### Фильмография
1. 1956 — Баши-Ачук (Грузия-фильм) — Пейкар Мирза
2. 1956 — Песнь Этери (Грузия-фильм) — Петре (дублировал Т. Добротворский)
3. 1958 — Мамлюк (Грузия-фильм) — Ибрагим
4. 1963 — Палиастоми (Грузия-фильм) — семинарист (дублировал Лев Фричинский)
5. 1965 — Чрезвычайное поручение (Арменфильм) — эпизод
6. 1966 — Как солдат от войска отстал (Грузия-фильм) — эпизод (нет в титрах)
7. 1971 — Давным-давно (новелла «Нуца»; Грузия-фильм)
8. 1973 — Последний подвиг Камо (Грузия-фильм) — посол
9. 1977 — Берега (4-серия; Грузия-фильм) — Ираклий Хурцидзе, адвокат, князь
10. 1982 — Дмитрий II (Грузия-фильм) — Буга Ноин
11. 1987 — Король Лир — герцог Бургундский
12. 1990 — Спираль (Грузия-фильм) — ректор
13. 1992 — Золотой паук (Грузия-фильм) — профессор Зубашвили
14. 1996 — Макбет (Грузия) — первая ведьма
15. 2004 — Кавказский меловой круг (Грузия; ГТРК Культура) — Казбеги / ефрейтор / монах-пьяница Никифор
16. 2005 — И шёл поезд (Грузия, Россия) — пассажир